# Indigofera concava
Indigofera concava är en ärtväxtart som beskrevs av William Henry Harvey. Indigofera concava ingår i släktet indigosläktet, och familjen ärtväxter. Inga underarter finns listade i Catalogue of Life.